# Leptohyphes priapus
Leptohyphes priapus är en dagsländeart som beskrevs av Jay R. Traver 1958. Leptohyphes priapus ingår i släktet Leptohyphes och familjen Leptohyphidae. Inga underarter finns listade i Catalogue of Life.